# Jean Bonal
Ne doit pas être confondu avec Jean-Marie Bonal.
Jean Bonal (Terrades, 24 août 1769 - Zuera, 19 août 1829) est un prêtre espagnol cofondateur des Sœurs de la charité de sainte Anne avec la bienheureuse Marie Rafols. Il a été reconnu vénérable par l'Église catholique.

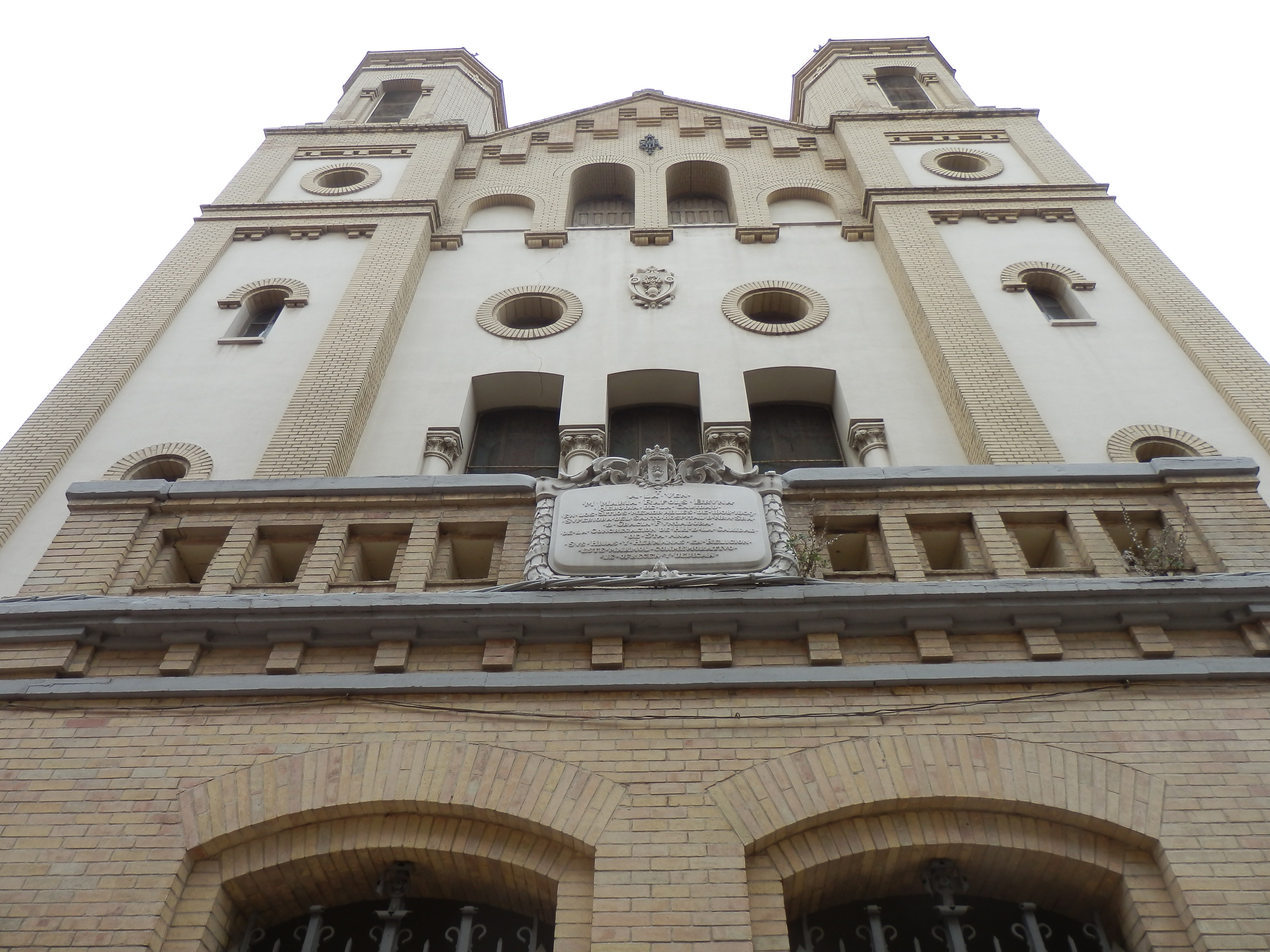
Maison-mère de la congrégation des Sœurs de la charité de sainte Anne à Saragosse.

## Biographie
Il naît dans une famille profondément religieuse le 24 août 1769 à Terrades dans la province de Gérone. À 20 ans, il s'inscrit à la faculté de philosophie de l'Université de Huesca (es) dont il sort diplômé en 1792. Il remporte le concours de professeur de grammaire, mais il abandonne son poste pour devenir prêtre.
Il est ordonné à Lérida en 1799. En 1804, il demande son intégration dans le diocèse de Barcelone car il est nommé chapelain par le conseil d'administration de l'hôpital Santa Cruz. Dans ce dernier se trouve une association d'infirmières qui soignent gratuitement les malades. Parmi elles, Marie Rafols, qui désirent consacrer sa vie pour ceux qui souffrent. La direction de l'hôpital Nuestra Señora de Gracia de Saragosse, alors l'un des plus grands d'Europe, apprend l'existence de cette association et demande à l'hôpital de Barcelone un groupe de ces infirmières pour leurs patients.
Le 28 décembre 1804, un groupe de douze frères et douze sœurs arrivent à Saragosse avec le Père Bonal, et ils prennent en charge les services de l'hôpital Notre-Dame de Grâce. Après quatre ans, les frères se retirent en raison de nombreuses difficultés et du travail excessif accompli lors du Premier siège de Saragosse en 1808 ; seules les femmes dirigées par Marie Rafols restent. Après la retraite des Français en 1813 et l'incendie de l'hôpital de Saragosse en 1814, qui laisse le bâtiment en ruines, le Père Jean consacre le reste de sa vie à tenter de recueillir des dons de ville en ville pour faire restaurer l'hôpital. Le 15 juillet 1824, Il fonde avec Marie Rafols la congrégation des Sœurs de la charité de sainte Anne pour s'occuper des soins aux malades. Il rencontre de nombreuses difficultés dans sa quête de fonds mais rien ne lui fait abandonner sa mission.
Il meurt au sanctuaire de Notre-Dame de la Salz le 19 août 1829. Ses restes reposent dans la chapelle de la maison-mère des Sœurs de la charité de sainte Anne à Saragosse. La cause de sa béatification est présentée le 11 décembre 1998. Il est reconnu vénérable le 20 décembre 2012 par le pape Benoît XVI.